# Boa Vista (Recife)
A Boa Vista é um bairro de classe média do município brasileiro do Recife localizado na área central da cidade. É também um dos principais e emblemáticos bairros da capital pernambucana, onde se mesclam história, tradição e multiculturalidade.
É um bairro central que apresenta um misto de tradição e mudanças, fazendo fronteira com os seguintes bairros: Ilha do Leite, Derby, Espinheiro, Soledade, Santo Antônio e Santo Amaro.

## História
A denominação Boa Vista, surgiu no Palácio da Boa Vista (ou Schoonzicht, em holândes), que foi construído no Recife por Maurício de Nassau, em 1643, para o seu repouso e lazer. O palácio ficava às margens do Rio Capibaribe, na ilha de Antônio Vaz, atual bairro de Santo Antônio. A origem da nomenclatura vem do facto de que da Boa Vista já do lado do mainland se tinha uma visão ampla tanto do Recife quanto de Maurícia, que eram ligadas por uma ponte, mas a insularização do Recife é tardia, pois por séculos foi um prolongamento penínsular do território olindense e sua baixada flúvio-marinha, estreita planície no sopé acropolitano.

### Manuel Bandeira
A Boa Vista teve diversas de suas ruas imortalizadas pelos poemas de Manuel Bandeira, especialmente o poema Evocação do Recife, que cita nominalmente as ruas da infância do poeta vivida na casa do avô Antônio José da Costa Ribeiro, na rua da União.
Nesta mesma rua residiu também o avô paterno do poeta, Antônio Herculano de Sousa Bandeira (1818-1884), que foi advogado, jornalista, político, tendo integrado a Câmara dos Deputados, como deputado (1862-1864), professor da Faculdade de Direito do Recife e coordenador e editor do livro Reforma Eleitoral, eleição direta, editado no Recife em 1862, e se encontra sepultado na Igreja Matriz da Boa Vista juntamente com sua esposa, Maria Cândida Lins de Albuquerque.

## Edificações

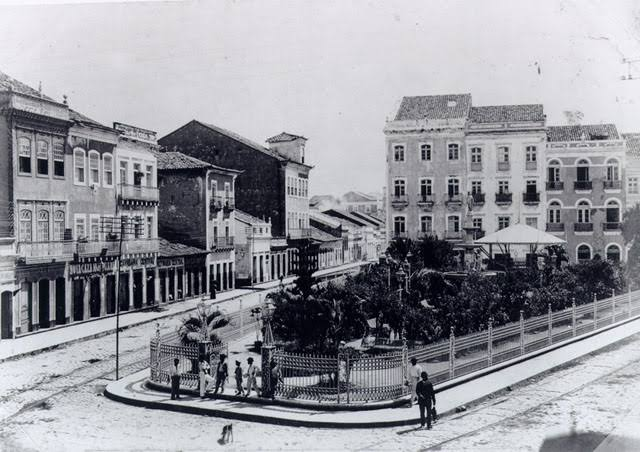
Casa de Clarice Lispector (quinta edificação da esquerda para a direita). O sobrado, situado na Praça Maciel Pinheiro, encontra-se atualmente descaracterizado e em processo de arruinamento.

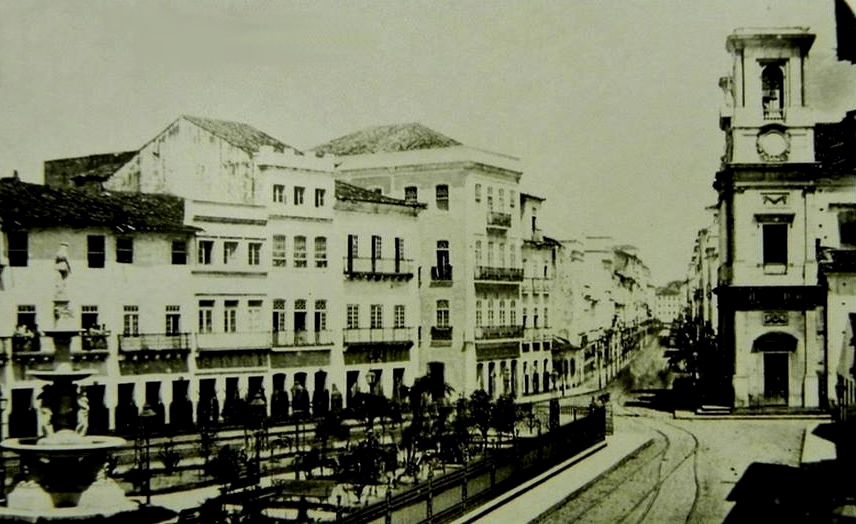
Praça Maciel Pinheiro e Igreja Matriz da Boa Vista, 1875.

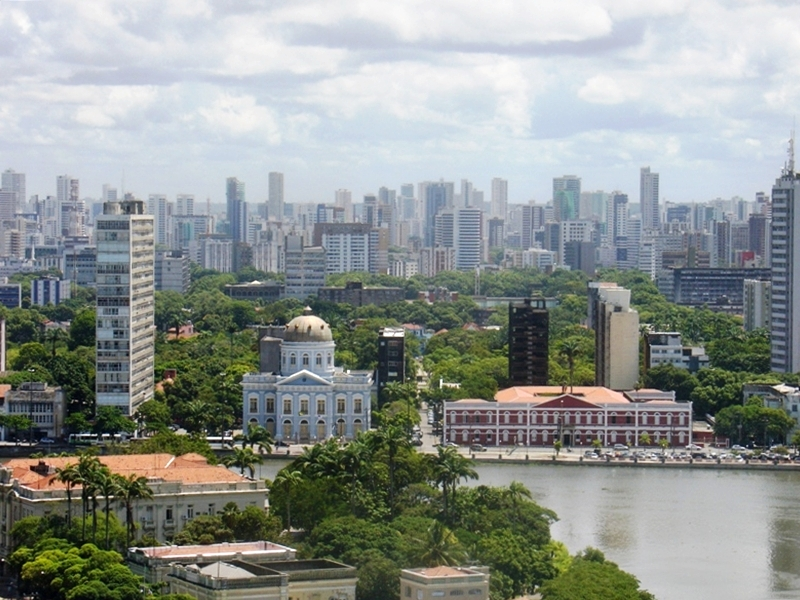
Museu Palácio Joaquim Nabuco e Ginásio Pernambucano.

No bairro da Boa Vista encontram-se as seguintes edificações:
- Banco do Nordeste
- Basílica do Sagrado Coração de Jesus
- Câmara Municipal do Recife
- Casa de Clarice Lispector
- Casa natal de Joaquim Nabuco
- Cinema São Luiz
- Capela Nossa Senhora das Graças
- Clube Metrópole
- Colégio Americano Batista
- Convento Nossa Senhora da Glória
- Colégio Salesiano Sagrado Coração
- Faculdade de Direito do Recife
- Hospital Geral do Recife (Exército)
- Hotel Central
- Igreja Batista da Capunga
- Igreja do Rosário da Conceição
- Igreja de Santa Cruz
- Igreja de Santa Cecília
- Igreja de Nossa Senhora das Fronteiras
- Igreja Matriz da Boa Vista
- Igreja de São Gonçalo
- Instituto Arqueológico, Histórico e Geográfico Pernambucano
- Mercado da Boa Vista
- Memorial Dom Hélder Câmara
- Museu de Arte Moderna Aloísio Magalhães (MAMAM)
- Museu da Imagem e do Som de Pernambuco
- Polícia Civil de Pernambuco
- Sinagoga Israelita do Recife
- Shopping Boa Vista
- Teatro do Parque
- Teatro Boa Vista

## Logradouros importantes

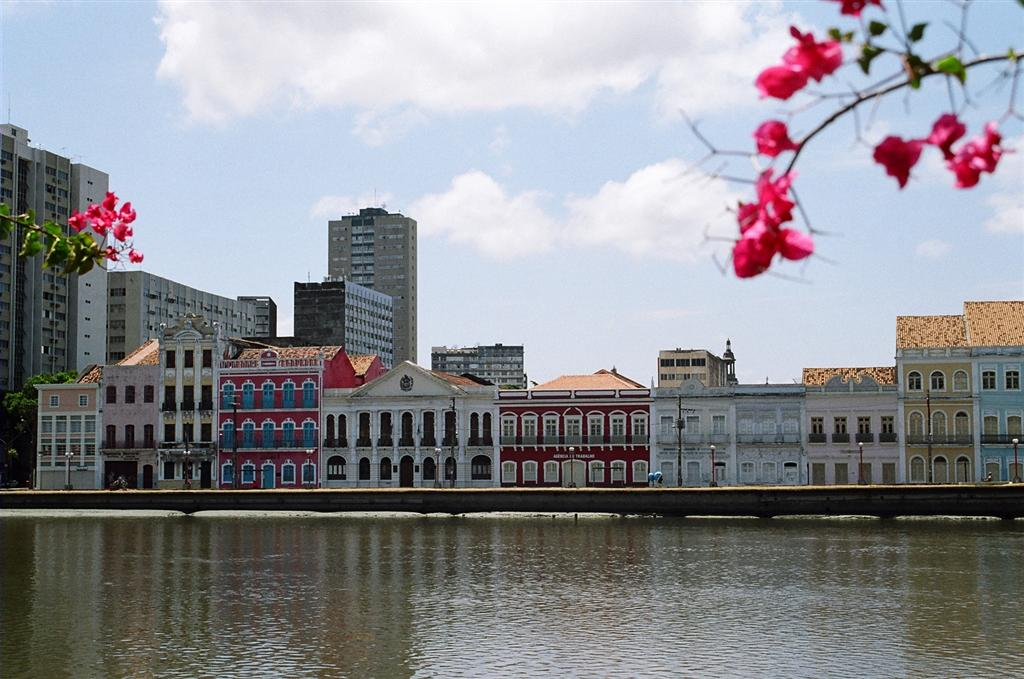
Rua da Aurora.

- Rua da Aurora
- Avenida Conde da Boa Vista
- Praça Maciel Pinheiro
- Rua do Hospício
- Avenida Manoel Borba
- Rua da Imperatriz
- Rua Dom Bosco
- Rua Gervásio Pires
- Rua José de Alencar
- Rua da União